# Berliner Presse Club
Der Berliner Presse Club e. V. ist ein Zusammenschluss von Journalisten aus Berlin und Brandenburg, von Parlamentsberichterstattern und Auslandskorrespondenten. Er wurde 1952 in Berlin gegründet.

## Gründung
Der Berliner Presse Club e. V. – in der damaligen Schreibweise „Presse-Club“; wann er des Bindestrichs verlustig ging, ist nicht überliefert – wurde am 5. Juni 1952 im Berliner Hotel am Zoo von sieben Publizisten und den damaligen Berliner Chefredakteuren gegründet, um „die Publizistik der Hauptstadt zu repräsentieren und den Dialog mit der Politik zu pflegen.“ Es war die Absicht, „in zeitgemäß gewandelter Form … die Tradition des einstigen Vereins Berliner Presse fort(zu)führen.“
Walther Karsch übernahm den Vorsitz, unterstützt von Franz Rupp als stellvertretender Vorsitzender und dem Berliner Verleger Walter Kahnert (1901–1964) als Schriftführer. Johann B. Gradl wurde Schatzmeister und übte dieses Amt bis 1964 aus. Weitere Gründungsmitglieder waren Gerhard Grindel, Maximilian Müller-Jabusch und Erik Reger. Zu den ordentlichen Mitglieder der ersten Jahre gehörten daneben Emil Dovifat, Frank E.W. Drexler, Hans Emil Hirschfeld, Ernst Lemmer, Franz Karl Maier, Jürgen Reiss, Arno Scholz, Karl Silex, Hans Sonnenfeld oder Heinz Ullstein und Karl Ullstein.
In den Jahren nach der Gründung wechselten sich führende Berliner Publizisten im Vorsitz ab. Nach Walther Karsch und Franz Rupp folgten 1954/1955 Maximilian Müller-Jabusch als Vorsitzender und Walter Kahnert als stellvertretender Vorsitzender, 1956 Helmut Meyer-Dietrich und Walter Kahnert, 1957 Arno Scholz und Helmut Meyer-Dietrich. Im Jahr darauf (1958) war Helmut Meyer-Dietrich wieder Vorsitzender und Arno Scholz sein Stellvertreter, 1959 wurde Karl Silex Vorsitzender und Arno Scholz blieb stellvertretender Vorsitzender. Im folgenden Jahr 1960 wurde Arno Scholz Vorsitzender und Karl Silex sein Stellvertreter. Im Jahr 1961 begann die Ära Hans Emil Hirschfeld, der den Vorsitz bis 1970 innehatte; stellvertretender Vorsitzender war in diesen Jahren Günter Matthes, Lokalchef des Tagesspiegels. 1971 übernahm Günter Matthes im Jahre 1971 den Vorsitz und Hans-Ulrich Kersten, Korrespondent verschiedener Zeitungen, seit 1965 bereits Schriftführer, wurde stellvertretender Vorsitzender. 1972, als Matthes nicht mehr kandidierte, wurde Hans-Ulrich Kersten Vorsitzender, was er bis 1989 blieb. Als stellvertretender Vorsitzender stand ihm Herbert Kundler (RIAS) von 1972 bis 1985 zur Seite. Hans Joachim Werbke (NDR) folgte von 1985 bis 1989 als stellvertretender Vorsitzender. Von 1989 bis 2001 hatte Adalbert Roloff den Vorsitz des Presse Clubs inne, auf ihn folgte der NDR-Journalist Rainer Sütfeld (bis 2002).
Ursprünglich als reiner Herren-Club gegründet, tat sich der Berliner Presse Club lange Zeit mit der Aufnahme von Journalistinnen schwer. Im 50-jährigen Jubiläumsjahr wurde erstmals eine Frau zur Vorsitzenden gewählt, nämlich Evelyn Fischer (Deutsche Welle), die zuvor schon viele Jahre als Beisitzerin im Vorstand vertreten war. Nach zwölf Jahren folgte ihr 2014 Peter Lange (Chefredakteur von Deutschlandradio Kultur) im Vorsitz nach.

## Tätigkeit
Der Berliner Presse Club tritt öffentlich kaum in Erscheinung, sondern beschränkt sich weitgehend auf Veranstaltungen, bei denen es sich in der Regel um vertrauliche Hintergrundgespräche zwischen den Medienvertretern und den politischen Akteuren handelt. Im Berliner Presse Club waren alle Deutschen Bundespräsidenten und alle Bundeskanzler zu Gast, aber auch fast alle Bundesminister sowie die Regierenden Bürgermeister von Berlin und eine Reihe von Senatoren. Daneben waren die jeweiligen Minister für gesamtdeutsche Fragen ebenso häufige Gäste wie später die jeweiligen Vertreter der Bundesrepublik Deutschland in der DDR. Zu den Ehrengästen des Berliner Presse Clubs gehörten die verschiedenen Stadtkommandanten und Botschafter der Schutzmächte, deren Presse-Attachés den Status von Gastmitgliedern des Clubs hatten. Gäste des Clubs waren auch der ehemalige amerikanische Oberkommissar John McCloy zusammen mit Shepard Stone, Henry Kissinger, General Lucius D. Clay sowie der Oberbefehlshaber der amerikanischen Streitkräfte in Europa, General Alexander M. Haig jr.
In den 1990er Jahren musste sich der Berliner Presse Club nach der Wiedervereinigung neu positionieren und sich im Wettbewerb mit weiteren Hintergrundkreisen behaupten, besonders im Wettbewerb mit dem Deutschen Presseclub e. V., der 2000 von Bonn nach Berlin umzog und das Angebot einer engen Zusammenarbeit ausschlug.
Der Berliner Presse Club bittet etwa drei Dutzend Gäste pro Jahr zum vertraulichen Hintergrundgespräch. Eingeladen werden Spitzenvertreter aus Bund und Ländern, aus Kultur, Wirtschaft und Wissenschaft sowie die in Berlin akkreditierten Botschafter aus Ländern, die aktuell im Brennpunkt stehen.
Der Club pflegt das strikt vertrauliche politische Gespräch. Das heißt, er ist nicht eine verlängerte Pressekonferenz und auch nicht ein Nachrichtengenerator aus dem Regierungsviertel wie manch journalistischer Zirkel. Entscheidendes Kriterium ist die Gewährleistung der Vertraulichkeit. Alle Gäste können sich darauf verlassen, dass die Gesprächsinhalte den Clubmitgliedern nur als Hintergrundwissen für ihre Artikel und Sendungen dienen.
Mitglied kann man nur auf Vorschlag von zwei ordentlichen Mitgliedern und nach einem einstimmigen Votum des Vorstandes werden.
Der Verein unternimmt seit 2003 jährlich eine Informationsreise ins Ausland, zuletzt 2015 nach Estland und Lettland.

## „Unter 3“
Wenn es unter Journalisten um den Grad der Vertraulichkeit bestimmter Informationen geht, verwenden sie gern den Ausdruck „unter 1“, „unter 2“ oder „unter 3“.
Diese Bezeichnungen leiten sich von der Satzung der Bundespressekonferenz ab, die unter anderem die Umgehungsweise mit Informationen regelt. So ist unter § 16 (1) dargelegt, wie mit den auf den Pressekonferenzen erhaltenen Mitteilungen zu verfahren ist. Der Abschnitt lautet:
§ 16 (1) Die Mitteilungen auf den Pressekonferenzen erfolgen: unter 1. zu beliebiger Verwendung oder unter 2. zur Verwertung ohne Quelle und ohne Nennung des Auskunftsgebenden oder unter 3. vertraulich.
Da sich der Berliner Presse Club auf die Fahnen schrieb, die auf seinen Veranstaltungen geführten Gespräche und erhaltenen Informationen stets vertraulich zu behandeln, sprich: nicht zu publizieren, kam es zu der Kurzform „unter 3“.

## Vereinsstruktur
1995 wurde eine Satzungsänderung mit dem Ziel einer Angleichung an die Struktur des Deutschen Presseclubs e. V. vorgenommen, um eine Zusammenarbeit und eine eventuelle Fusion zu erleichtern. Seither gibt es verschiedene Kategorien von Mitgliedern:
- Ordentliche Mitglieder: Journalisten (nicht mehr Publizisten) aus Berlin und Brandenburg
- Gastmitglieder: Journalisten aus anderen Bundesländern
- Korrespondierende und Fördernde Mitglieder (z. B. Verleger und Hochschullehrer sowie Pressereferenten aus Verwaltungen und Wirtschaft).

Man kann sich um die Aufnahme nicht bewerben, sondern nur von zwei ordentlichen Mitgliedern zur Aufnahme vorgeschlagen werden. Über die Aufnahme entscheidet der Vorstand; ein eventuelles Veto muss in vertraulicher Diskussion im Vorstand sachlich begründet werden.
Der Verein hat rund 150 ordentliche Mitglieder. Im Gegensatz zum Deutschen Presseclub, der nur bundespolitische Korrespondenten als ordentliche Mitglieder aufnimmt, gehören dem Berliner Presse Club neben Korrespondenten überregionaler Zeitungen und Rundfunksender aus dem In- und Ausland auch Repräsentanten der Berliner Medienszene an.
Vorsitzende ist Juliane Hielscher, stellvertretender Vorsitzender Christoph von Marschall (Der Tagesspiegel). Der Vorstand des Berliner Presse Clubs wird alle zwei Jahre (Satzungsänderung 2015, zuvor jährlich) von der Mitgliederversammlung gewählt.
Der Berliner Presse Club hatte viele Jahre lang kein festes Haus. Er wurde im Hotel am Zoo gegründet. Sein zehnjähriges Bestehen feierte man auf Schloss Brüningslinden, das 20-Jährige im Gehrhus sowie mit einem Empfang im Berlin-Museum. Haupt-Tagungsort war lange das Hotel Berlin und später das Hotel Steigenberger. Veranstaltungen fanden aber auch in der Europäischen Akademie sowie in der Katholischen Akademie statt. Presseclub-Räume im Haus der Bundespressekonferenz waren nur ein kurzes Zwischenspiel. Seit 2001 hat der Club im dbb-Forum an der Friedrichstraße einen dauerhaften Standort gefunden.